# Hoodwinked Too! Hood vs. Evil
Hoodwinked Too! Hood vs. Evil là bộ phim phần tiếp theo của phim hoạt hình 3D năm 2005 Hoodwinked!, phim được Mike Disa làm đạo diễn và thực hiện vào năm 2011. Phim có sự tham gia của các diễn viên lồng tiếng Hayden Panettiere, Glenn Close, Martin Short, Patrick Warburton và Joan Cusack.

## Nội dung
Sau sự kiện trong phần phim trước, Red, Granny, chú sói Big Bad Wolf và chú sóc Twitchy đều trở thành đặc vụ của Cơ quan Happily Ever After dưới sự chỉ huy của Cục trưởng Nicky Flippers. Một ngày nọ, Granny, Wolf và Twitchy thực hiện nhiệm vụ giải cứu hai anh em Hansel và Gretel khỏi bà phù thủy ác độc tên Verushka. Kế hoạch thất bại và Granny cũng bị bắt cóc. Trong khi đó, Red đang huấn luyện với một tổ chức bí ẩn tên là Sisters of the Hood, cô biết được công thức làm kẹo truffle sức mạnh đã bị đánh cắp. Sau đó Nicky cử Red, Wolf và Twitchy đi tìm công thức và giải cứu Granny.
Trong khi lấy thông tin từ hộp đêm của gã khổng lồ Giant và thẩm vấn cây đàn hạc của ông ta, nhóm của Red biết được Thỏ Boingo đang bị giam trong nhà tù đã gửi danh sách nguyên liệu cụ thể cho Verushka. Verushka cũng xuất hiện ở nhà tù và kịp thời chạy thoát. Red và Wolf xảy ra tranh cãi và cả nhóm tách ra. Verushka đã có được công thức làm kẹo truffle, bà ta bắt buộc Granny làm nó. Granny tìm cách trốn thoát và chạm mặt Hansel và Gretel, phát hiện ra chúng chính là chủ mưu phía sau mọi chuyện. Granny bị bắt lại, bà biết được Verushka chính là bạn học cũ của mình, hai người từng luyện tập trong tổ chức Sisters of the Hood. Verushka luôn đứng hạng nhì phía sau thành tích vượt trội của Granny, bà ta nảy sinh lòng ganh tị và quyết định hợp tác với Hansel và Gretel để trả thù Granny.
Nghe lời thuyết phục của Twitchy, Wolf đồng ý đi xin lỗi Red nhưng cả hai bị truy đuổi bởi ba con lợn sát thủ làm việc cho Hansel và Gretel, cả hai đã tẩu thoát thành công. Một đội lợn cũng tấn công vào trụ sở HEA như là lời răn đe dành cho họ. Red định xâm nhập vào tòa nhà của Hansel và Gretel thì bị bắt giữ, Wolf và Twitchy đã đến cứu cô. Nhóm của Red hợp tác với người bạn tên Kirk và một đội lính đánh thuê tốt bụng tấn công vào tòa nhà. Red vô tình tiết lộ nguyên liệu cuối cùng, nhờ vậy mà Hansel và Gretel có thể hoàn thành kẹo truffle.
Hansel và Gretel ăn kẹo truffle rồi biến thành khổng lồ, chúng trở mặt với Verushka, không cho bà ta ăn kẹo để có sức mạnh. Chúng bắt đầu đi quậy phá thành phố sau khi thả một con nhện to lớn ra để giết tất cả những người ở lại. Verushka đã thuần phục con nhện, bà ta cũng được Granny tha thứ. Nhóm của Red đuổi theo Hansel và Gretel, lừa chúng ăn thêm nhiều kẹo truffle khiến chúng bị béo phì đến nỗi không còn cử động được tay chân. Cảnh sát bắt giữ Hansel và Gretel. Cảnh cuối phim là Nicky giao cho nhóm của Red một nhiệm vụ mới.

## Diễn viên
- Hayden Panettiere vai Red Puckett
- Glenn Close vai Abigail "Granny" Puckett
- Patrick Warburton vai Sói W. Wolf
- Joan Cusack vai Verushka
- Bill Hader vai Hansel
- Amy Poehler vai Gretel
- Cory Edwards vai Sóc Twitchy
- Cheech Marin vai Mad Dog
- Tommy Chong vai Stone
- Phil LaMarr vai Wood
- David Ogden Stiers vai Nicky Flippers
- Andy Dick vai Boingo the Bunny
- Martin Short vai Kirk Kirkkendall
- Benjy Gaither vai Japeth
- Brad Garrett vai Gã khổng lồ
- Wayne Newton vai Jimmy 10-Strings
- Debra Wilson vai Iana
- David Alan Grier vai Moss